# 神戸市主要地方道西出高松前池線
神戸市主要地方道西出高松前池線（こうべししゅようちほうどうにしでたかまつまえいけせん）は、兵庫県神戸市兵庫区から同市須磨区に至る市道（主要地方道）。

## 概要
神戸市中西部の国道2号（浜手幹線）の西出町交差点から分かれて、海岸線に並行して港湾施設、卸売市場、工場などの並ぶ和田岬地区を回って西に折れ、長田港北交差点で北に曲がって山側に向けてに進み、国道2号やJR神戸線と交差して終点の板宿に至る。海岸沿いの区間は高松線の通称で知られている。
起点の西出町交差点から湊川までは神戸市営地下鉄海岸線が地下を通り、終点付近の板宿駅前後では神戸市営地下鉄西神・山手線が地下を通る。かつては神戸市電兵庫線、和田線、板宿線が道路上を走っていた。
ほぼ全線で片側2車線であるが、末端部の板宿商店街南交差点から終点の山麓線交点までは板宿本通商店街であり、日中は歩行者専用道路、それ以外の時間帯は南向きの一方通行である。このため、起点から終点に向けて自動車で走破することはできない。

### 路線データ
- 起点 : 神戸市兵庫区（西出町交差点、国道2号交点）
- 終点 : 神戸市須磨区（名称無し交差点、神戸市主要地方道山麓線交点）[1]
- 路線延長 : 9.0 km[2]

### 通称
- 高松線（西出町交差点 - 長田港北交差点）
- 板宿本通（大田町交差点 - 終点）[3]

## 歴史
- 1954年（昭和29年）1月20日 - 昭和29年建設省告示第16号「主要な都道府県道及び市道」において、神戸市道高松板宿線が西出高松前池線として主要地方道に指定される

## 地理

### 通過する自治体
- 神戸市（兵庫区 - 長田区 - 須磨区）

### 交差する道路
- 国道2号（西出町交差点）
- 兵庫県道489号兵庫埠頭線（中の島交差点）
- 国道2号（国道28号・国道250号重複、大橋9丁目交差点）
- 兵庫県道21号神戸明石線（大田町交差点）
- 兵庫県道22号神戸三木線（板宿商店街南交差点）
- 神戸市主要地方道山麓線（名称無し交差点）

### 沿線
- 七宮神社
- 神戸市中央卸売市場
- 神戸市営地下鉄海岸線中央市場前駅、和田岬駅、御崎公園駅、苅藻駅、駒ヶ林駅
- イオンモール神戸南
- 兵庫県立兵庫津ミュージアム
- 三菱重工業神戸造船所
- こべっこランド
- 山陽本線（和田岬線）和田岬駅
- 御崎公園球技場（ノエビアスタジアム神戸）
- 神戸市営地下鉄西神・山手線・山陽電鉄本線板宿駅
- 板宿本通商店街